# Список стран и регионов Фейруна
Это список стран и регионов континента Фейрун из вымышленной вселенной Forgotten Realms. Поскольку политическая география Фейруна значительно менялась с выходом новых книг, описывающих этот мир, в списке приводятся данные из игрового руководства Forgotten Realms Campaign Guide, выпущенного в 2008 году и описывающего состояние мира в 1479 году по летосчислению Долин.

## Агларонд
Агларонд (англ. Aglarond) — свободное демократическое государство, расположенное на восточном берегу Моря Упавших Звёзд. Населяют страну люди, эльфы и полуэльфы. Столицей является город Велталар. Управляет Агларондом совет из пятнадцати магов, до этого долгое время страной правила волшебница Симбул, которая по распространённой версии погибла в 1425 году.
Центральную часть страны покрывают обширные леса, наиболее известный из которых лес Юир. Этот древний мистический лес населяют эльфы и полуэльфы, не признающие власти совета магов, правящих остальной частью страны. В глубине леса скрыты магические порталы, соединяющие Торил с Фейвайлдом, миром фей, родиной эладринов и прародиной эльфов.
Агларонд веками пытались покорить правители соседнего Тэя. На северной границе страны находится тэянский аванпост Ундумор (бывшая агларондская крепость Эммеч), в которой обосновалось множество монстров, вампиров и некромантов с армией оживших мертвецов.

## Аканул
Аканул (англ. Akanûl) — горный регион на южном берегу Моря Упавших Звёзд. В Акануле лишь один крупный город — Эйрспур, который населяют генаси и немногочисленные представители других рас. Остальная часть Аканула практически необитаема и населена малочисленными дикими племенами. Аканул появился на карте Фейруна относительно недавно, в 1385 году, когда в результате катаклизма, известного как Магическая чума, части параллельных миров Торила и Абейра поменялись местами. Так в западной части торилской страны Чессента появилась часть абейранского королевства Шир, населённого генаси, которые и основали Аканул.
Аканул является союзником Агларонда и Высокого Имаскара, поддерживает дружеские отношения с соседней Чессентой и Нетерилом. Аканулом правит королева Аратейн, считающаяся добрым и справедливым правителем. Ей помогают четыре Служителя Стихий (огня, земли, моря и неба), каждый из которых выполняет свою функцию в управлении страной.

## Амн
Амн (англ. Amn) — государство в западной части Фейруна, на Побережье Мечей. Амном управляет совет из пяти представителей наиболее богатых и влиятельных семей. Веками торговцы из Амна накапливали богатства, строили заморские колонии, вели торговлю по всему миру и конкурировали с другим мощным экономическим центром региона, Вотердипом. Амн имеет огромный флот, контролирующий воды Моря Мечей на западе и Сияющего Моря на юге, через которые пролегают важнейшие торговые пути.
Население Амна довольно многочисленно, его большинство составляют люди, также достаточно велики популяции других рас. Столицей Амна является город Аткатла, называемый и Городом Монеты, и Городом Греха. В Аткатле за нарушение любого закона можно откупиться золотом.
Помимо совета пяти семей государство контролируют несколько фракций, некоторые из них действуют открыто, другие тайно. Большинство из богатых семей Амна поддерживает какую-либо из фракций. Наиболее могущественной организацией Амна являются Воры Тени, огромный преступный синдикат, имеющий влияние далеко за пределами государства. В Амне колдовская магия запрещена законом, лишь небольшой группе, известной как Волшебники в капюшонах, дозволяется творить заклинания.

## Вааса
Вааса (англ. Vaasa) — северная страна, окружённая горами, покрытая болотами и тундрой. Много лет Вааса враждовала с соседней Дамарой, пока не была завоёвана последней. После катаклизма в стране появилась загадочная секта рыцарей-чернокнижников, установившая полный контроль над Ваасой. Они подчинили живших в регионе людей и дварфов, многих обратили в рабство. Рыцарей-чернокнижники собирают большую армию, состоящую из орков, гоблинов, великанов и большого числа чудовищ, с которой намереваются завоевать соседние королевства.

## Высокий Имаскар
Высокий Имаскар (англ. High Imaskar) — восточная империя, расположенная на побережье Моря Упавших Звёзд на территории бывшего Мулхоранда, уничтоженного в результате Магической чумы. Жители Высокого Имаскара — потомки древних магов, чья империя Имаскар около четырёх тысяч лет назад была сильнейшим государством восточной части Фейруна, но была уничтожена восставшими рабами-муланами, основавшими Мулхоранд. Многие жители страны переселились на поверхность из Глубинного Имаскара, скрытого в Подземье государства беженцев древней империи. Высоким Имаскаром правит императрица Усуси, первым делом запретившая рабовладение, погубившее древний Имаскар.
Столицей империи является город Скайклейв, большую часть которого занимает гигантская башня, внутри которой располагается императорский дворец. Также в Высоком Имаскаре есть город Гелданет, оставшийся от разрушенного Мулхоранда, остальные поселения лежат в руинах.

## Дамара
Дамара (англ. Damara) — холодная страна на севере Фейруна, на севере граничащая с Великим Ледником. Большая часть страны — это глухая, суровая местность — горы и леса, полные чудовищ. Столица государства людей — город Хелгабар, откуда правит деспотичный король Ярин Холодная Мантия, уничтоживший предыдущую королевскую династию. Со всех сторон Дамару окружают опасности — на западе находятся рыцари-чернокнижники Ваасы, набирающие силу и угрожающие королевству войной, на севере находится покрытая толстым слоем льда пустошь, откуда нападают различные чудовища, лес Дунвуд на юго-востоке полон демонов, число которых растёт с каждым днём, племена дикарей из восточного Нарфелла постоянно досаждают своими набегами на пограничные поселения.

## Калимшан
Калимшан (англ. Calimshan) — одно из древнейших государств Фейруна, расположенное в юго-западной части Фейруна на берегах Сияющего и Бескрайнего морей. Государство было основано в −7800 году джинном по имени Калим, но многие тысячелетия после этого Калимшан был империей людей, имевшей значительное влияние на весь регион. В результате Магической чумы джинн Калим и его враг ифрит Мемнон вернулись в Калимшан, а их последователи-генаси захватили власть в стране, обратив всё местное население в рабство. В настоящее время в регионе идёт борьба — сторонникам Калима принадлежит южный город Калимпорт, некогда столица империи, сторонники Мемнона обосновались в северном городе, названном его именем. В восточной части Калимшана находится город Альмрайвен, контроль над которым удалось удержать человеческим магам.
В центре Калимшана раскинулась огромная пустыня Калим, образовавшаяся в результате опустошительных битв между армиями джинна и ифрита несколько тысячелетий назад. Северную границу региона формирует горная гряда, где живут орки и огры, совершающие регулярные набеги на шахты Мемнона.

## Теск
Теск (англ. Thesk) — страна в восточной части Фейруна, на северо-восточном побережье Моря Упавших Звёзд. Все основные поселения Теска располагаются вдоль Золотого пути, торгового маршрута между Фейруном на западе и далёким Кара-Туром на востоке. Теск — многонациональная страна, хотя большую часть населения составляют люди, половина которых происходит из народа шу из Кара-Тура, также многочисленны эльфы, гномы, голиафы и цивилизованные орки. По форме правления Теск является торговой республикой, управляемой советом из наиболее влиятельных торговцев. У Теска нет единой столицы, наиболее важными городами являются Фсант, неофициальная культурная столица, и крупный порт Телфламм, в котором начинается Золотой путь.
В Теске очень сильны позиции криминальных организацией, наиболее могущественными из которых являются восточный клан Якудза и западные банды Мастера Тени и Чёрные Драконы. Между ними постоянно идёт война за влияние на теневую экономику Теска. К югу от Теска усиливается влияние Тэя, армии которого восстановили и заняли разрушенные крепости на границе.

## Тетир
Тетир (англ. Tethyr) — феодальное королевство, расположенное в западной части Фейруна, на Побережье Мечей, граничит с Амном на севере и с Калимшаном на юге. В древности на территории Тетира находились эльфийские леса и могущественное королевство дварфов, позже образовалось королевство людей, попавшее под влияние соседнего Калимшана. Тетир часто называют «страной интриг», поскольку для местной знати характерна кровопролитная борьба за власть, выливавшаяся в гражданскую войну и массовое убийство наследников королевского престола. Столицей Тетира является крупный город Дарромар, в котором проживает 125 тысяч человек.
Тетиром правит королева Анаис, в отдалённых регионах власть принадлежит местной знати, герцогам и графам. В столице королевства находится известная академия волшебства Чёрные Башни, обучающая магии студентов со всего Побережья Мечей. В Тетире сильны позиции Воров Тени из Амна.